# 常総市立豊田小学校
常総市立豊田小学校（じょうそうしりつとよだしょうがっこう）は、茨城県常総市豊田にある公立小学校。

## 概要

### 教育目標
『豊かな心をもち　進んで学ぶ　たくましい子供の育成を図る』

## 沿革

### 略歴
1889年（明治22年）に豊田尋常小学校として開校し、石下町立豊田小学校を経て、現在の状態になった。

### 年表
出典
- 1889年（明治22年） - 豊田尋常小学校として開校。
- 1901年（明治34年） - 本校舎を豊田字明神西に新築。
- 1902年（明治35年） - 北校舎を新築工事竣工。また、暴風雨により東方2教室が倒壊。
- 1908年（明治41年） - 高等科併置により、豊田尋常高等小学校と改称。
- 1924年（大正13年） - 校舎を1棟移転すると同時に運動場を拡張。
- 1941年（昭和16年） - 茨城県結城郡豊田国民学校と改称。
- 1947年（昭和22年） - 茨城県結城郡豊田村立豊田小学校と改称。
- 1954年（昭和29年） - 石下町と合併し、結城郡石下町立豊田小学校と改称。
- 1972年（昭和47年） - 校歌・校章・校旗を作成。
- 1986年（昭和61年） - 小貝川堤防決壊による避難所となる。
- 1990年（平成2年） - 創立100周年記念式典・記念事業実施。
- 2006年（平成18年） - 広域合併により常総市立豊田小学校と改称。
- 2015年（平成27年） - 関東・東北豪雨災害のため，避難所となる。

## 学区
学区は以下の通りである。
館方、豊田、本豊田、曲田地区

## 交通アクセス
- 関東鉄道常総線石下駅下車、徒歩約32分